# Muzeum Pałacu Króla Jana III w Wilanowie
Muzeum Pałacu Króla Jana III w Wilanowie (do 2013 Muzeum Pałac w Wilanowie) – muzeum w Warszawie utworzone w 1995 w wyniku wydzielenia z Muzeum Narodowego w Warszawie na mocy zarządzenia Ministra Kultury i Sztuki Oddziału w Wilanowie i nadania mu osobowości prawnej. Siedzibą muzeum jest barokowy pałac w Wilanowie, rezydencja króla Polski Jana III Sobieskiego.

## Opis
Muzeum Pałacu Króla Jana III w Wilanowie sprawuje opiekę i eksponuje zbiory sztuki, których podstawowy, najcenniejszy zrąb stanowi historyczna kolekcja wilanowska stworzona przez Stanisława Kostkę Potockiego i udostępniona przez niego społeczeństwu polskiemu w 1805. Muzeum Pałacu Króla Jana III w Wilanowie sprawuje opiekę nad 89-hektarowym historycznym zespołem pałacowo-parkowym w Wilanowie, którego centrum jest pałac w Wilanowie.
Poza pałacem do Muzeum należy ponad 30 mniejszych i większych, wpisanych do rejestru zabytków, obiektów architektonicznych (np.: oficyna kuchenna, kordegarda, stajnia, oranżeria, dom ogrodnika, most rzymski, pompownia). Muzeum zarządza także dwoma parkami: wilanowskim i parkiem Morysin oraz łączącym je Jeziorem Wilanowskim.
Od 2006 muzeum jest członkiem Stowarzyszenia Europejskich Rezydencji Królewskich (Association of European Royal Residences).
W 2013 Muzeum Pałac w Wilanowie zmieniło nazwę na Muzeum Pałacu Króla Jana III w Wilanowie.

## Dyrektorzy
- Wojciech Fijałkowski jako dyrektor Oddziału Muzeum Narodowego (1962-1991)
- Teresa Pocheć-Perkowska (1991-2002)
- Paweł Jaskanis (od 2002)

## Galeria

### Malarstwo

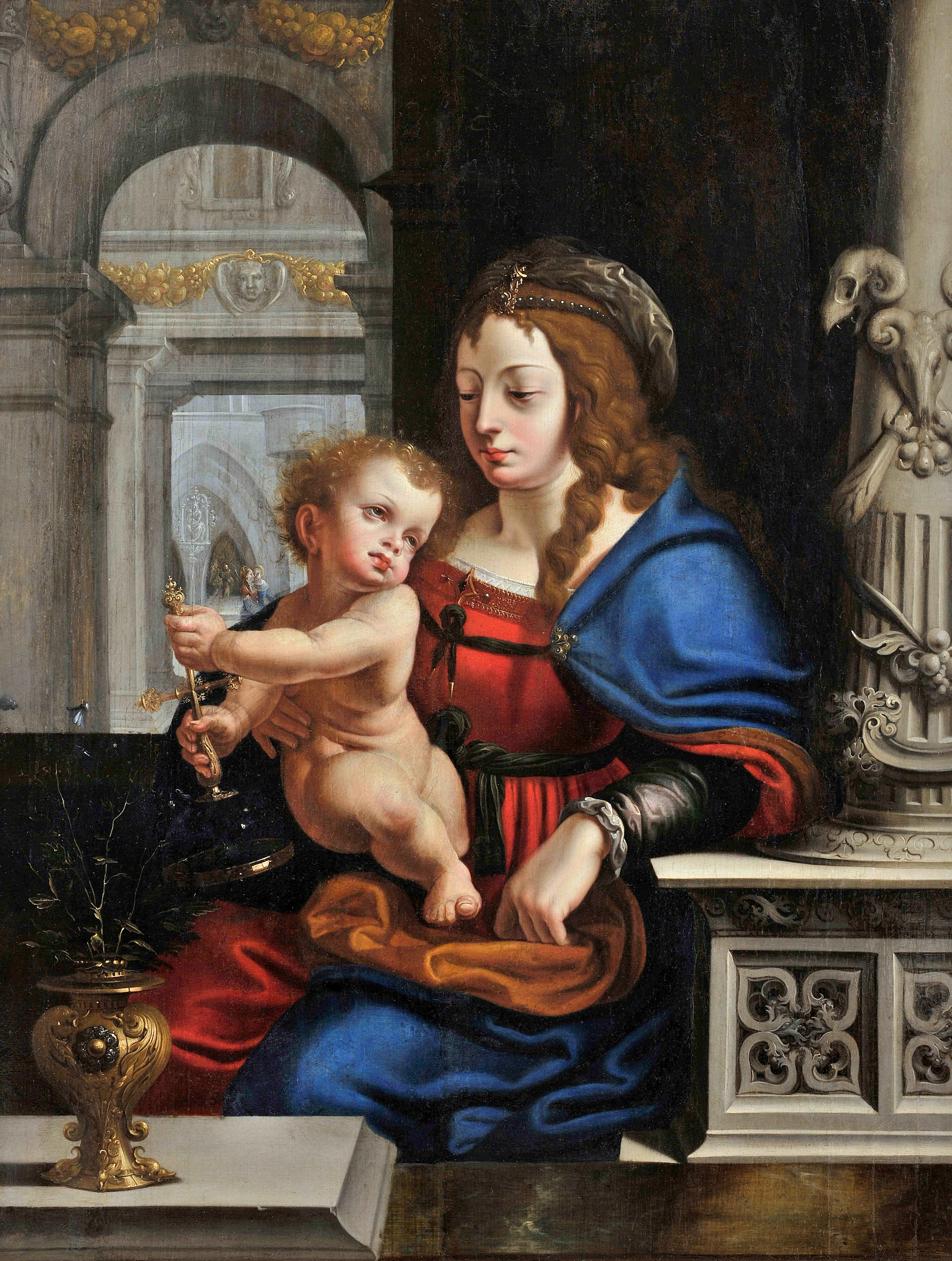
Joos van Cleve, Madonna z Dzieciątkiem na tle renesansowej architektury (ok. 1535)
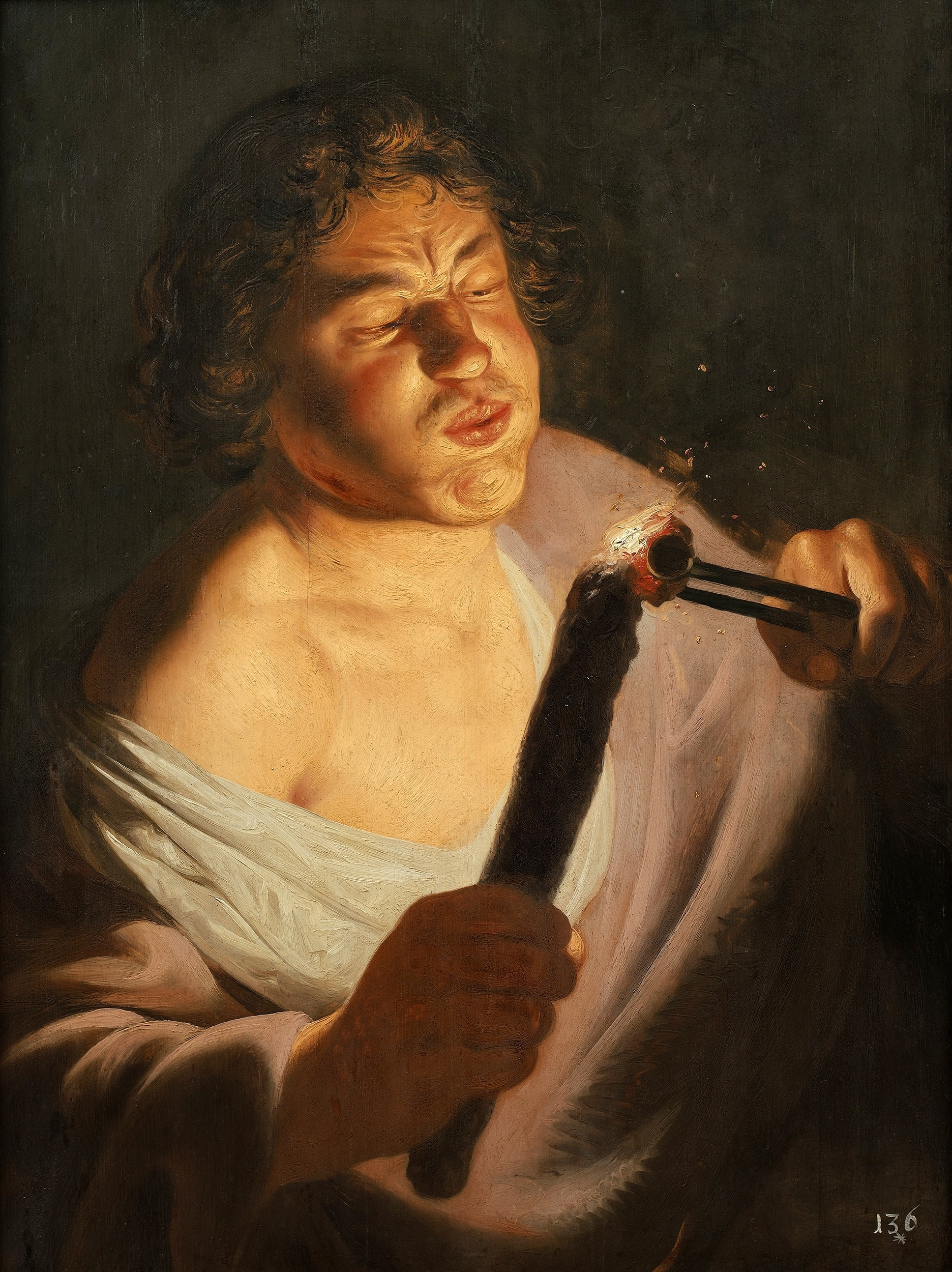
Jan Lievens, Chłopiec zapalający żagiew (ok. 1625)
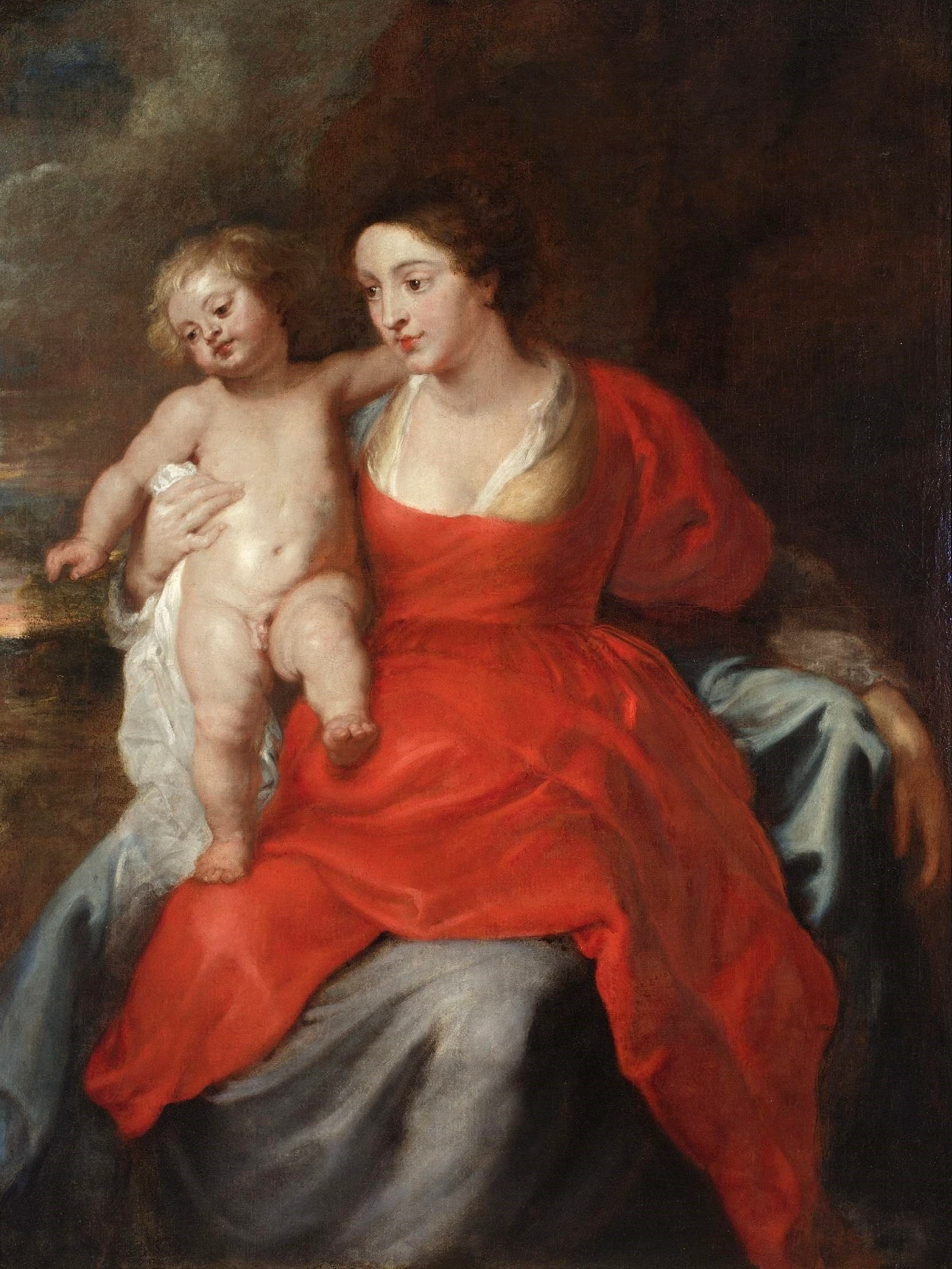
Peter Paul Rubens (wraz z Erasmusem Quellinusem II), Madonna z Dzieciątkiem (po 1630)
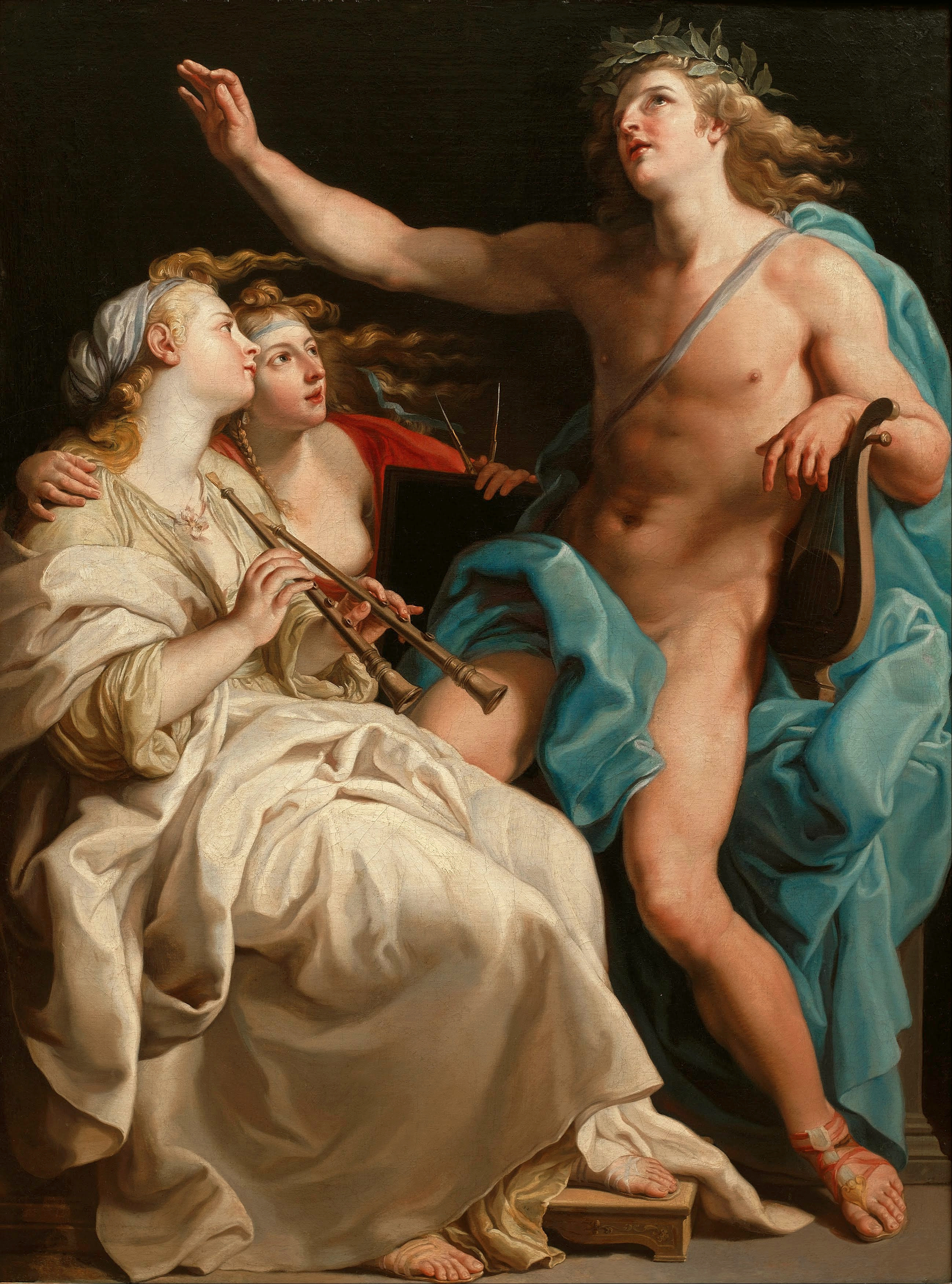
Pompeo Batoni, Apollo i dwie Muzy (po 1741)

### Portrety

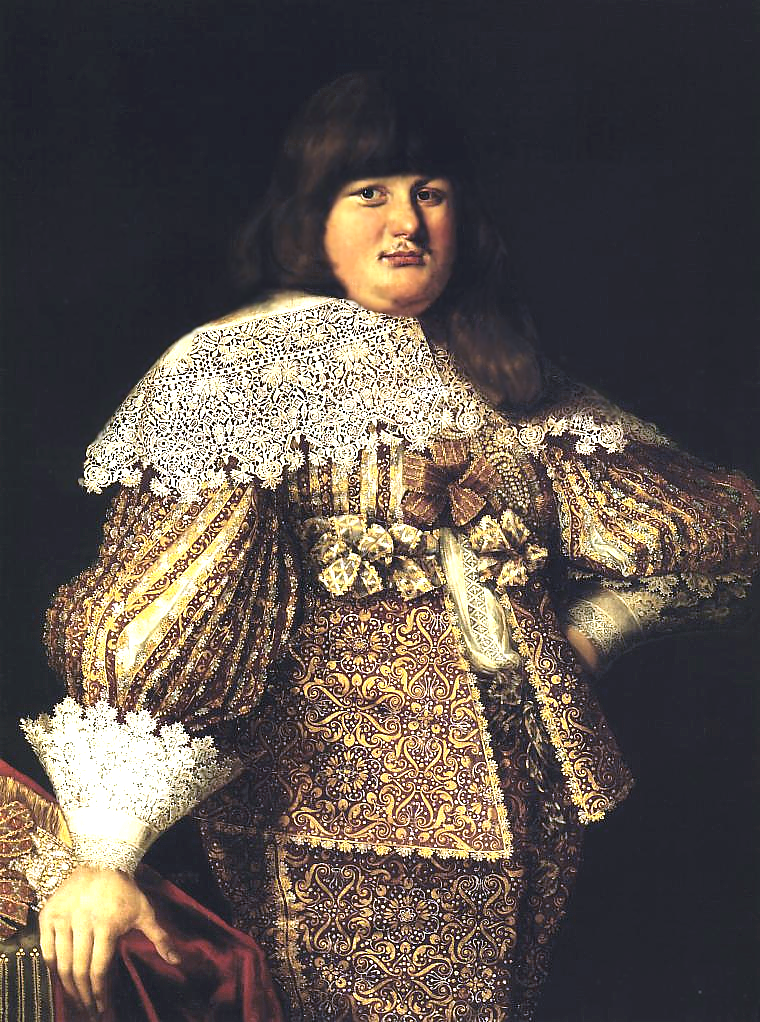
Bartłomiej Strobel Portret Władysława Dominika Zasławskiego-Ostrogskiego (1654)
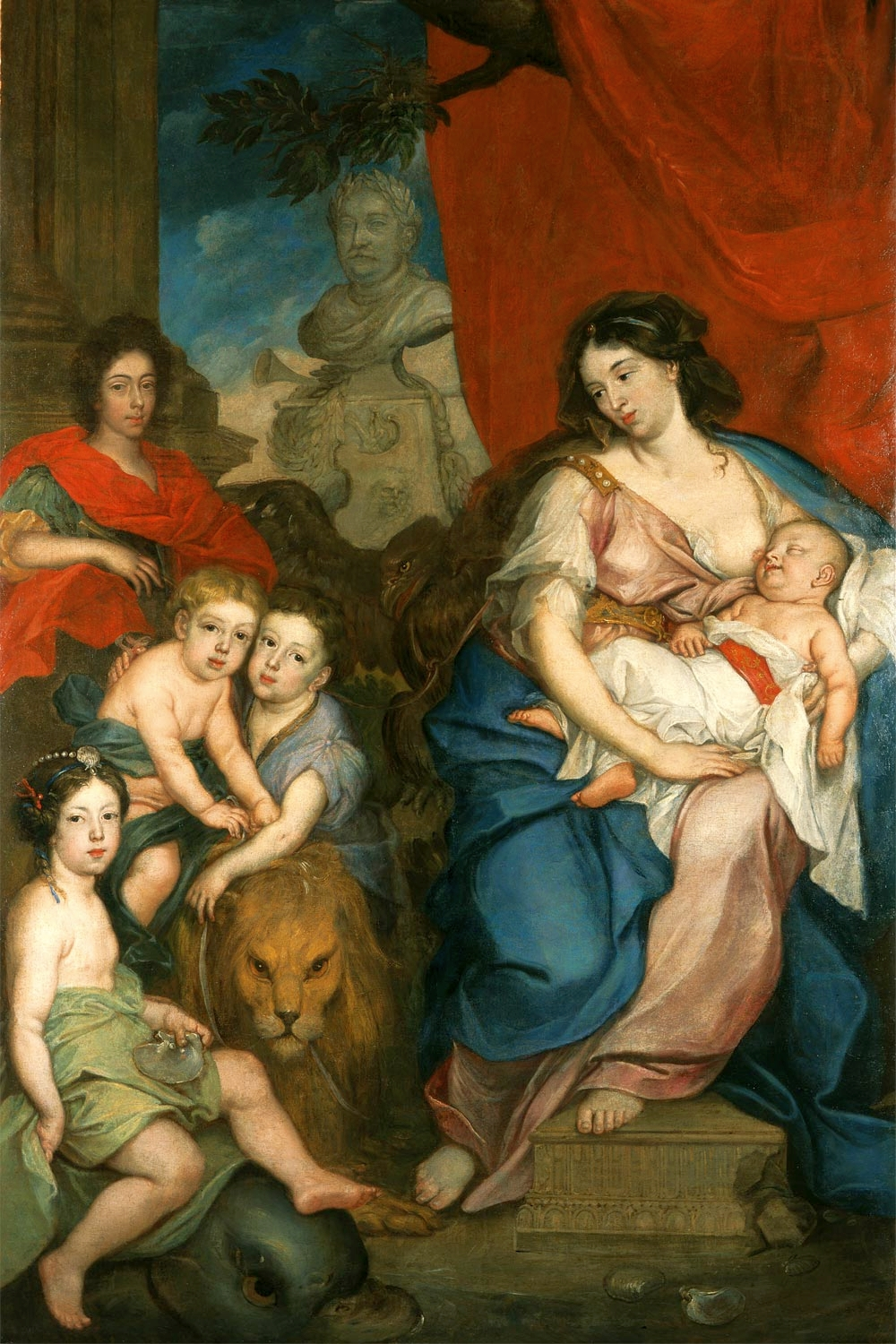
Jerzy Siemiginowski-Eleuter, Portret królowej Marii Kazimiery z dziećmi (1684)
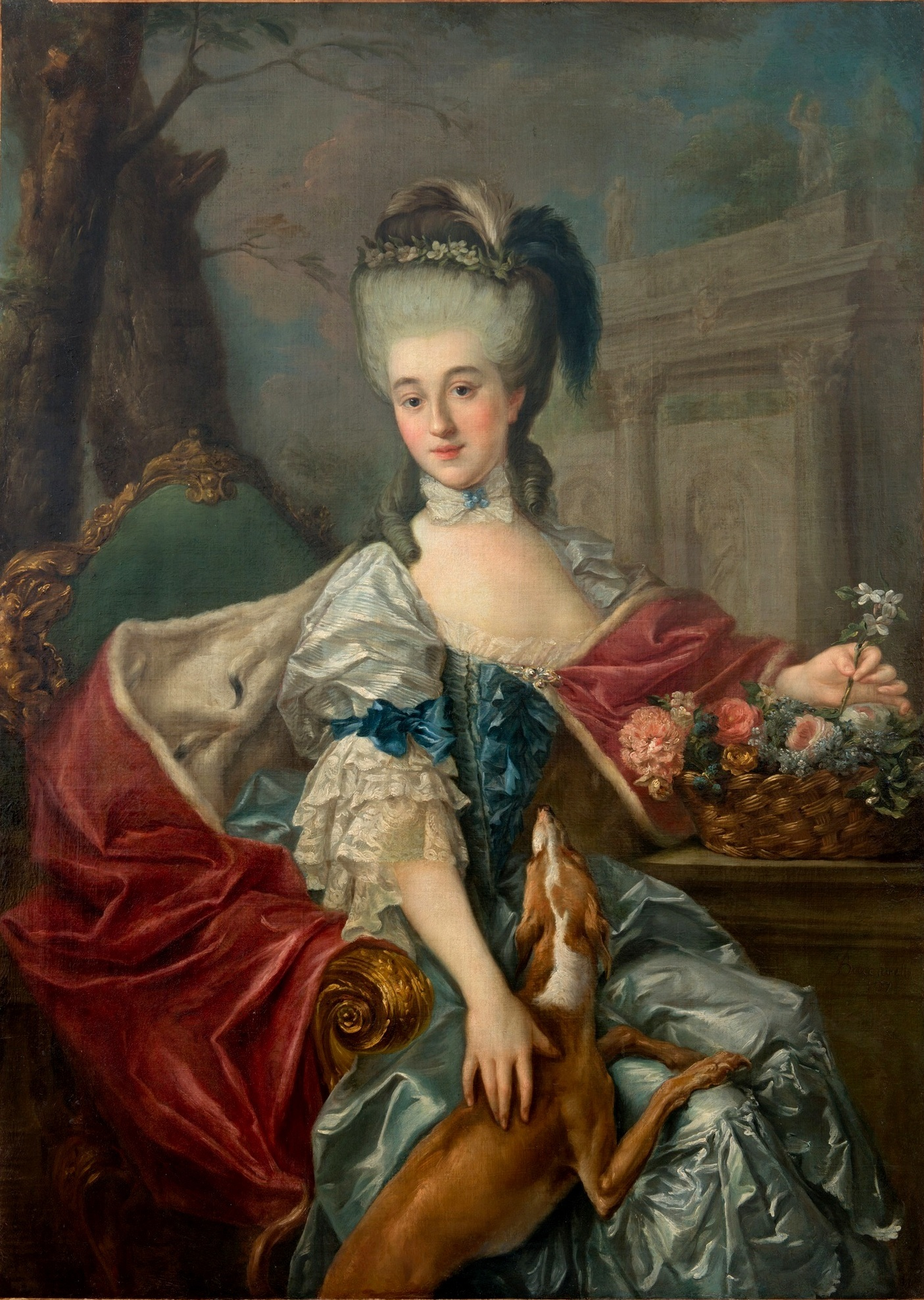
Marcello Bacciarelli, Portret Izabeli Lubomirskiej (Elżbiety Czartoryskiej) „Błękitnej markizy” (1733–1816), (II poł. XVIII wieku)
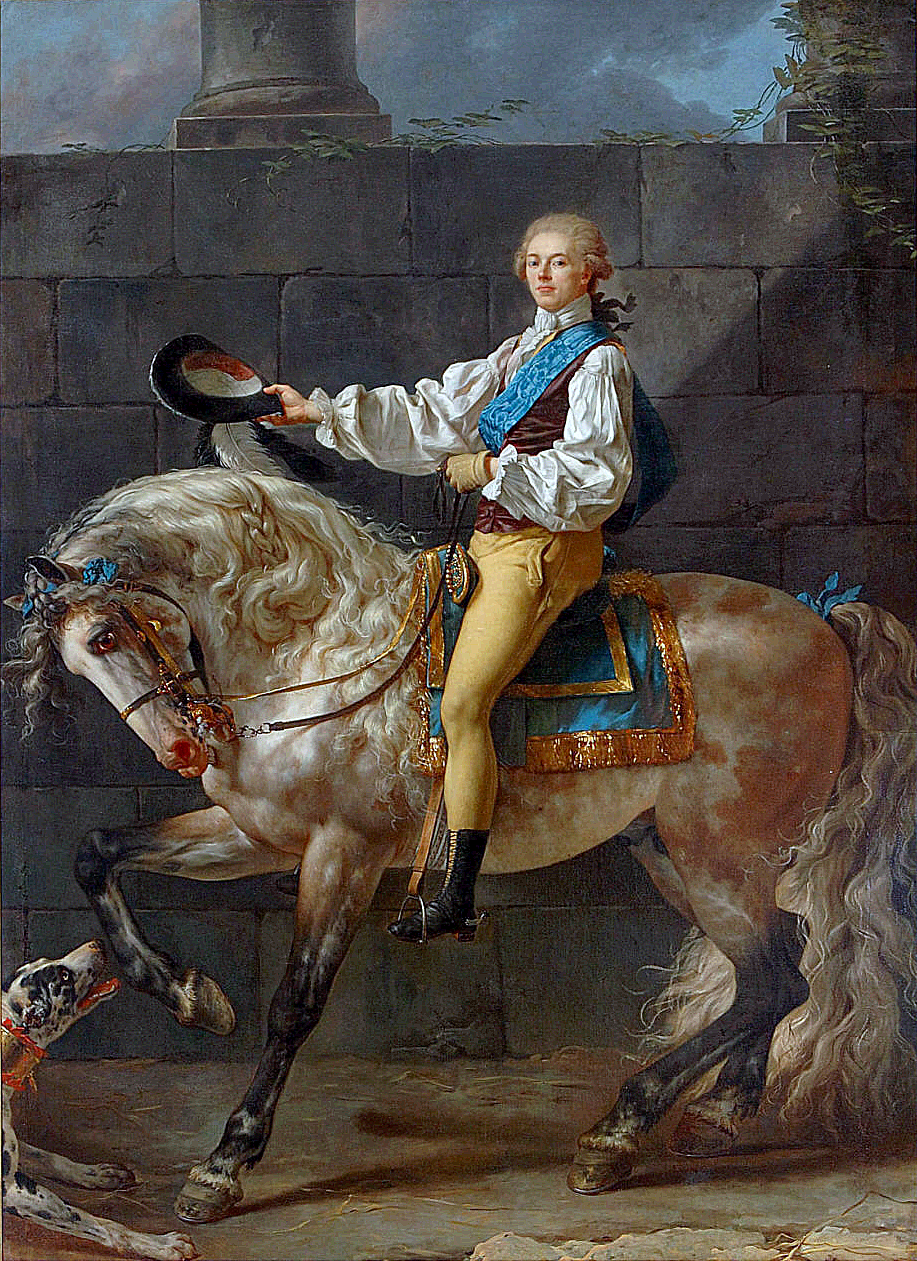
Jacques-Louis David, Portret konny Stanisława Kostki Potockiego (1781)
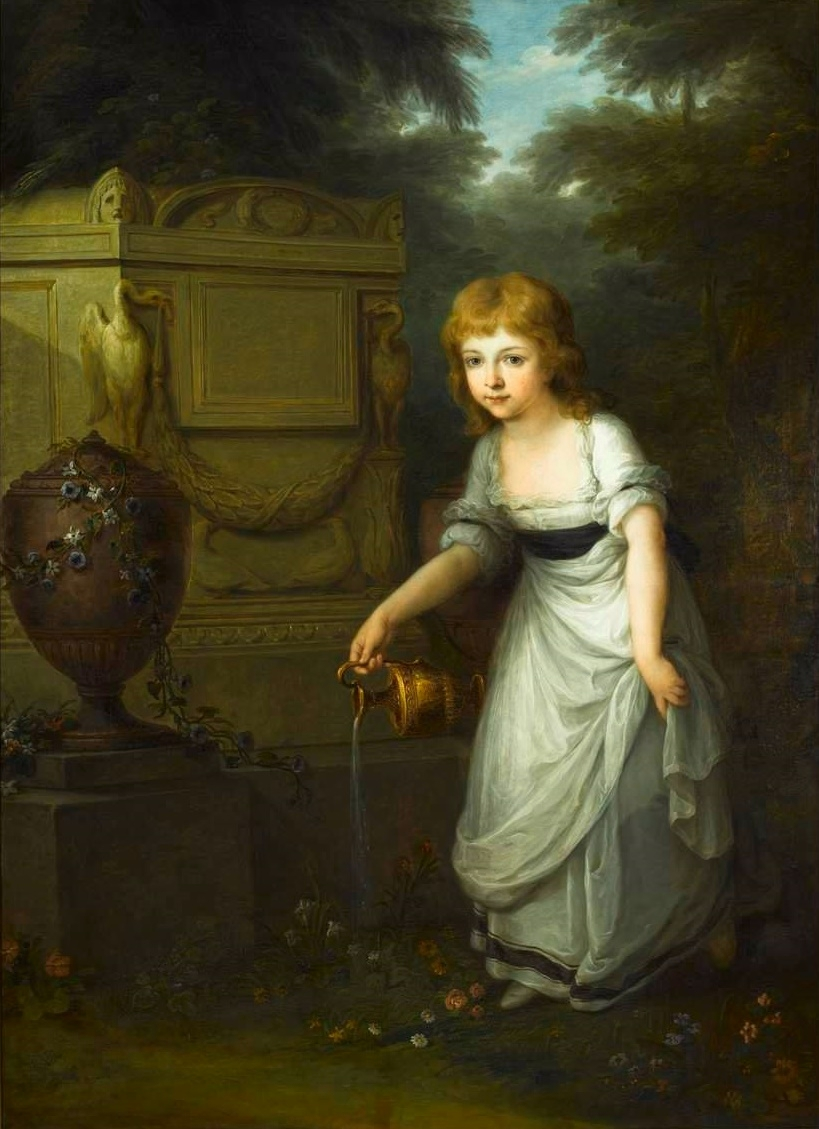
Angelika Kauffmann, Portret Krystyny Potockiej podlewającej kwiaty na grobie matki, (1783–1784)

### Sztuka stosowana

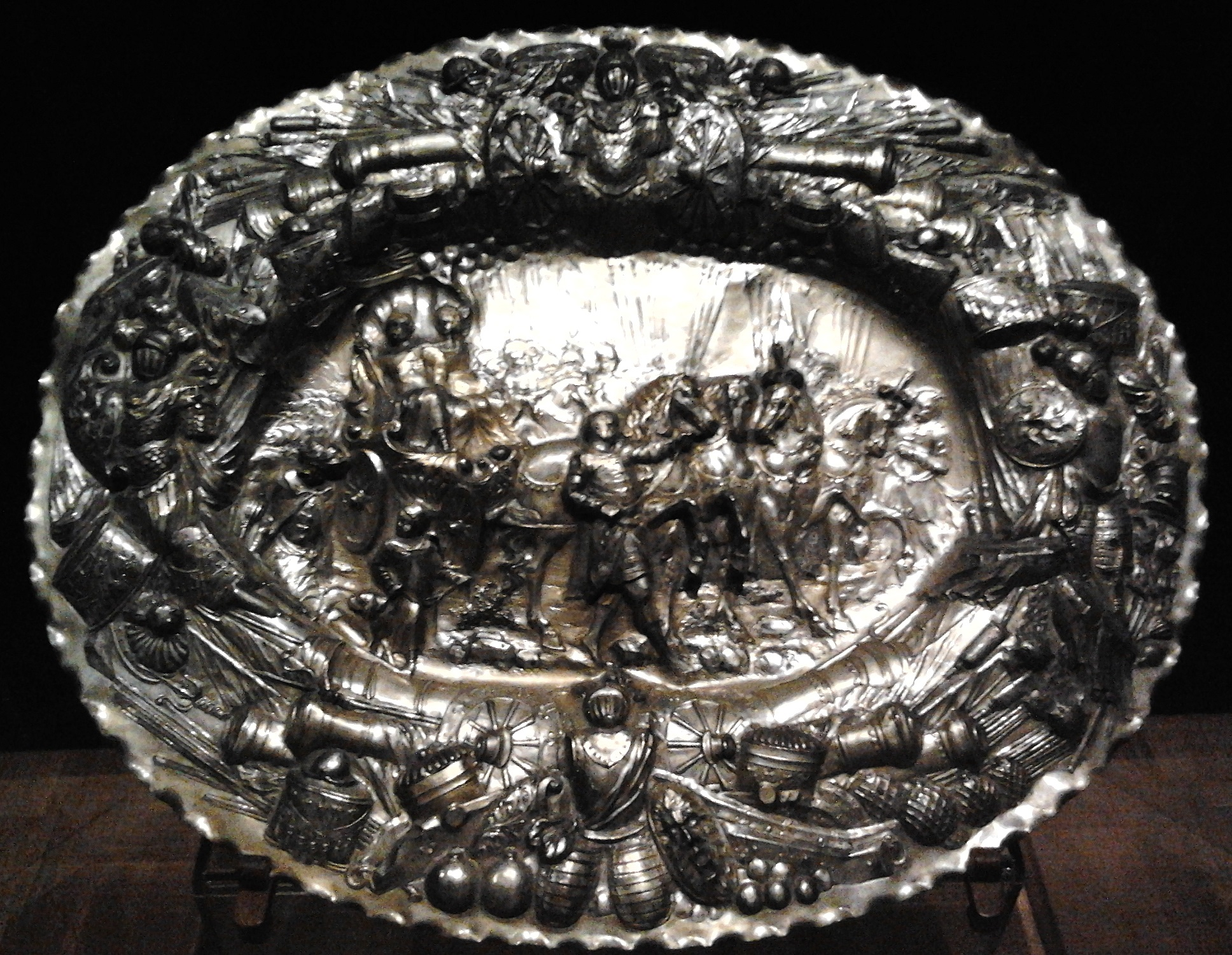
Taca z triumfem Jana III Sobieskiego, (1683)
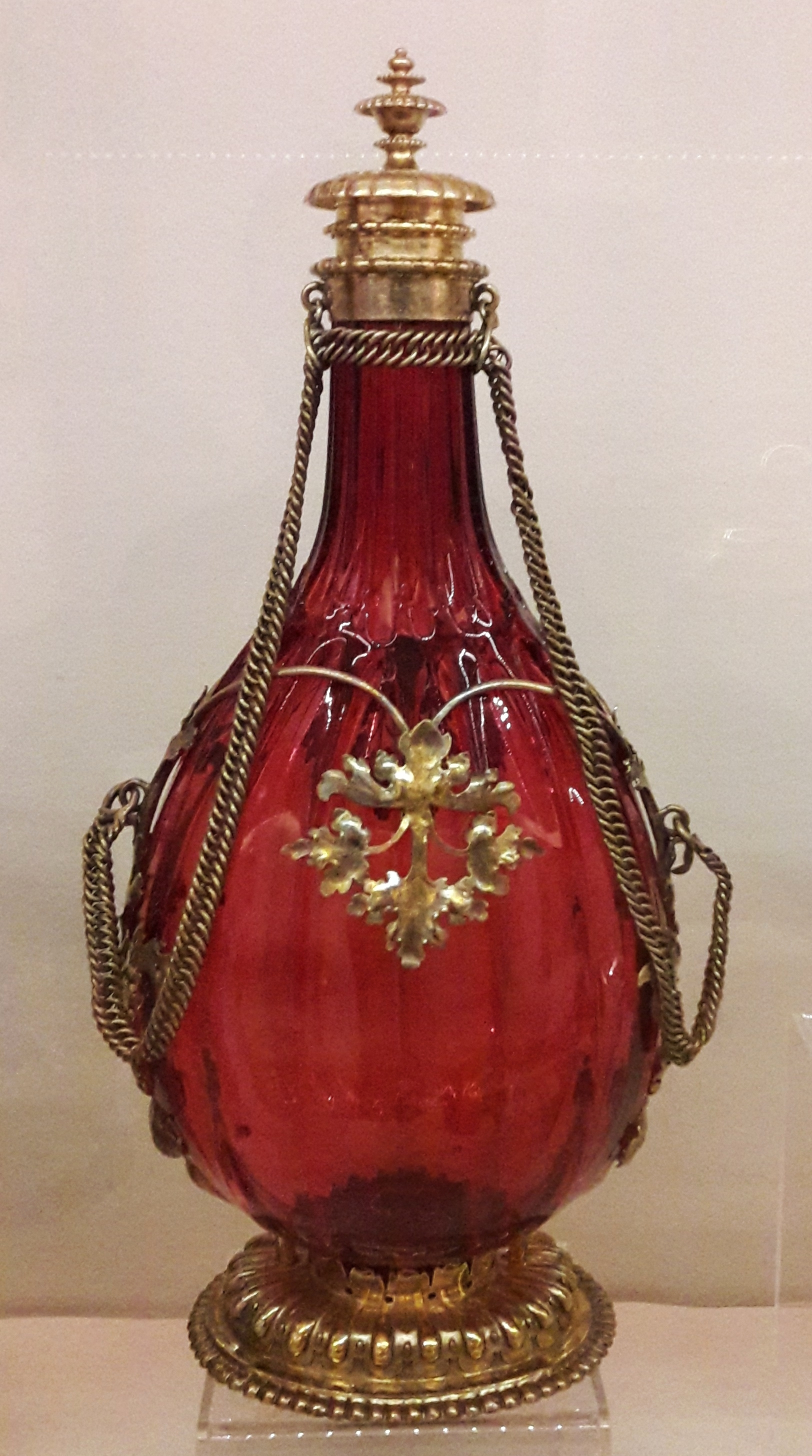
Flasza żebrowana w oprawie, ok. 1700
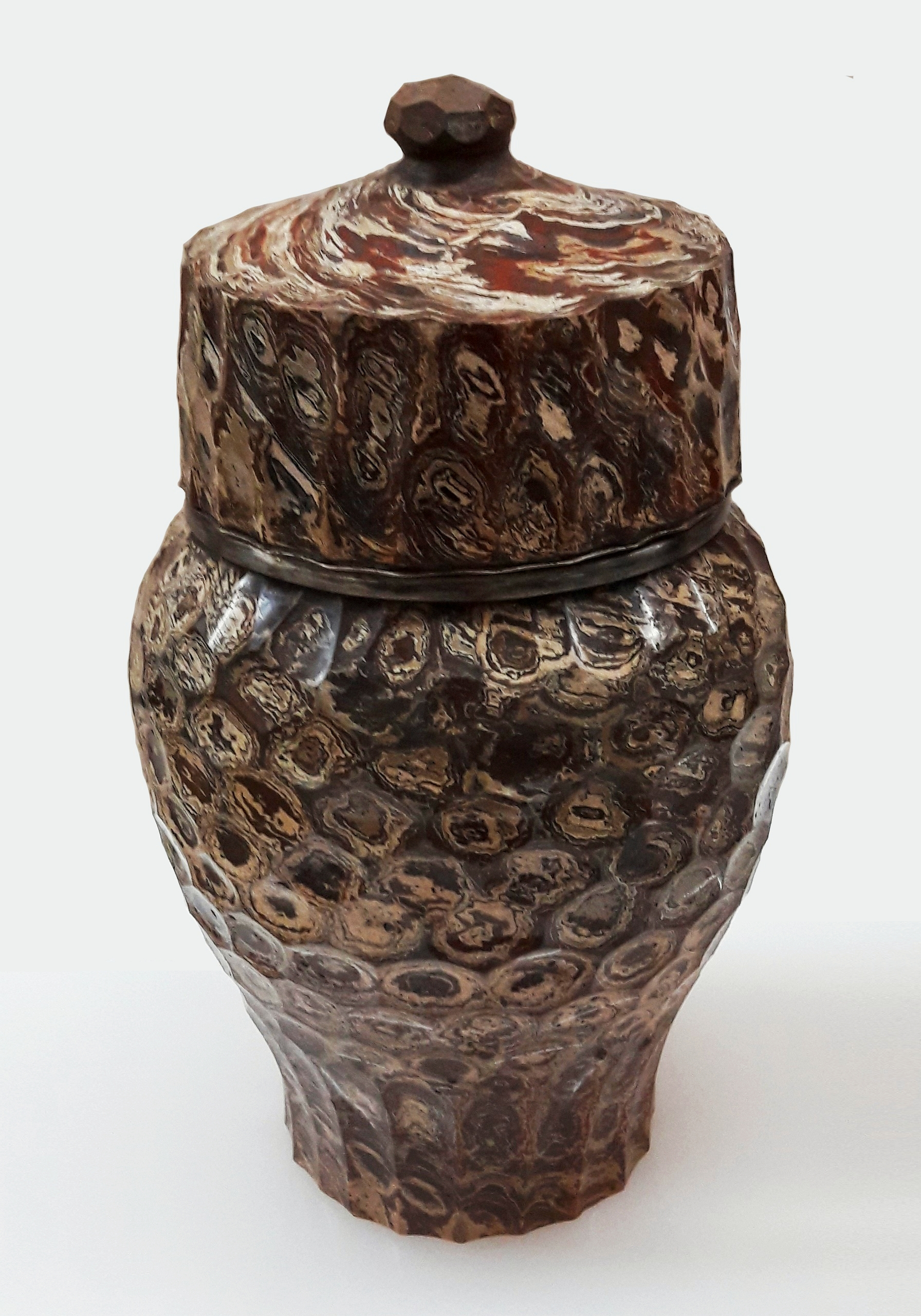
Naczynie na tytoń lub herbatę z pokrywą, (1711)

### Dzieła utracone

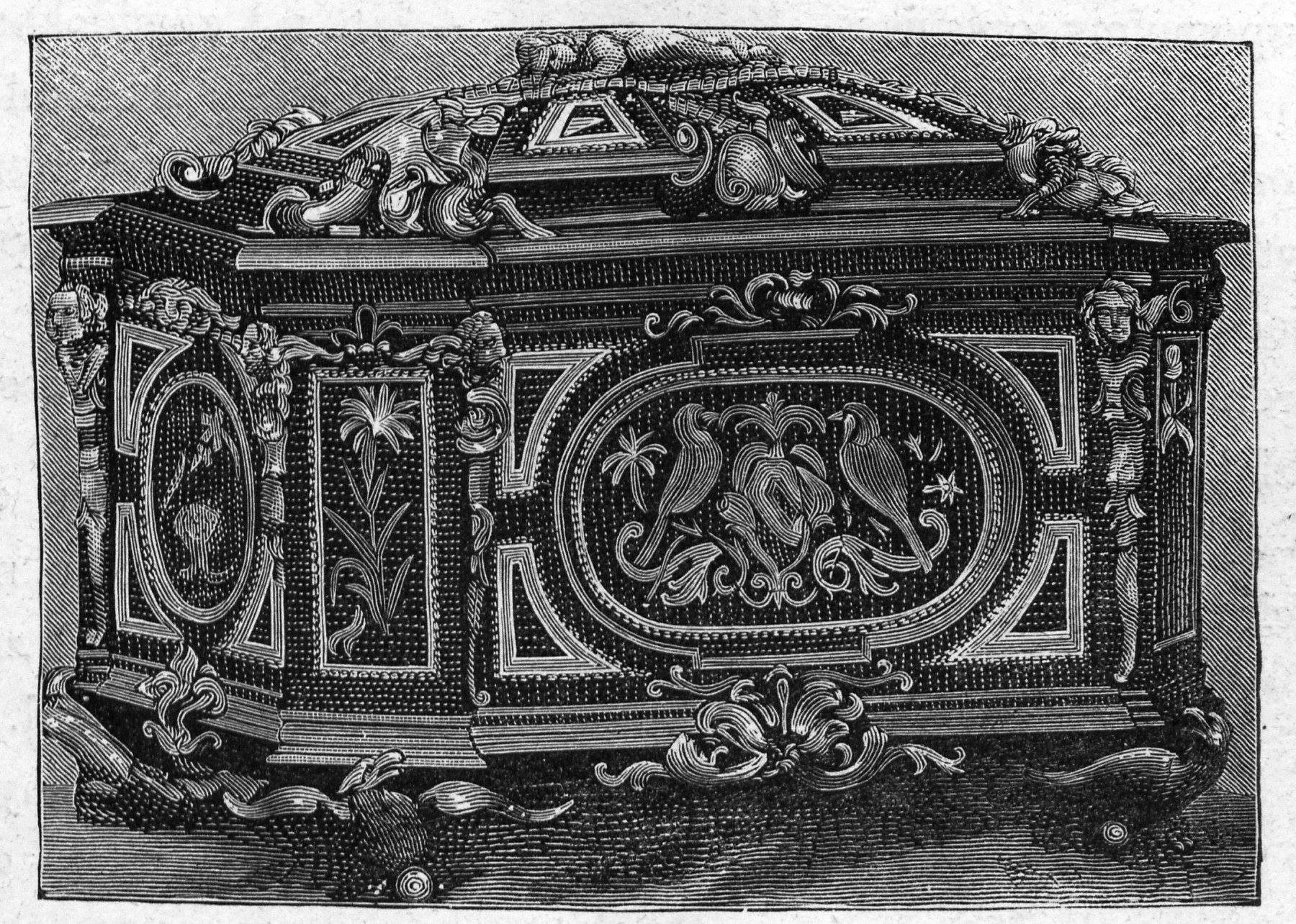
Szkatułka zdobiona pietra durą należąca do królowej Marysieńki, lata 80. XVII wieku
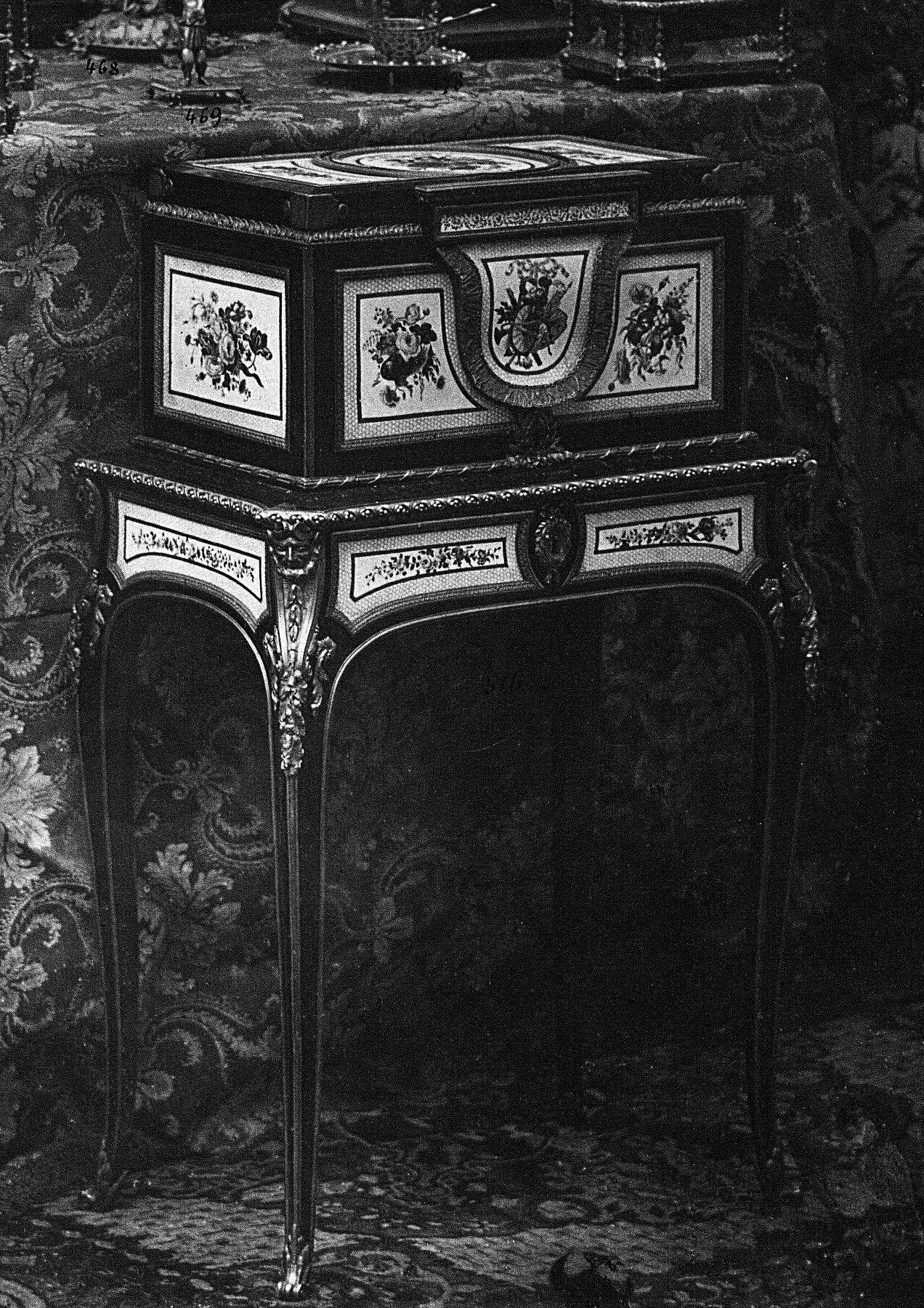
Szkatułka na klejnoty na nóżkach z porcelanowymi plakietami z Sèvres, po 1774 r.